# Elsa Pataky
Elsa Lafuente Pataky (Madrid, 1976. július 18. –), ismert nevén Elsa Pataky, spanyol modell és színésznő. 
Leginkább Elena Neves szerepéből ismert a Halálos iramban. Feltűnt továbbá a Kígyók a fedélzeten (2006), a Giallo (2009) és a Pokolba az élettel (2009) című filmekben.

## Élete és pályafutása
1976. július 18-án született a spanyolországi Madridban, José Francisco Lafuente spanyol biokémikus és Cristina Pataky Medianu erdélyi magyar származású publicista lányaként. Van egy fiatalabb féltestvére, Cristian Prieto Medianu, aki filmrendező. A Pataky vezetéknevet anyai nagyanyja, Rosa Pataky tiszteletére használja. A spanyol és a román mellett folyékonyan beszél angolul, olaszul, portugálul és franciául.
Tanulmányait az Universidad de San Pablo Egyetemen végezte újságíróként. Ezután tagja lett a madridi Teatro Cámara de Ángel Gutiérrez színtársulatnak. Végül otthagyta az iskolát, amikor 1997-1998 között megkapta első sorozatszerepét az Al Sair de clase című drámasorozatban. Ennek sikere után 2000-ben megkapta élete első filmjét, az El Arte de morir-t. Még ebben az évben játszott A kardok királynője című sorozatban is, melyben Senora Vera Hidalgót alakította.

## Magánélete
Michaël Youn francia színész partnere volt 2004 és 2006 között.
Adrien Brody amerikai színésszel volt együtt egy ideig, 2007–2009 között. A pár 2009-ben szakított. 2010 decemberében kötött házasságot Chris Hemsworth ausztrál színésszel. 2012 májusában megszületett első közös gyermekük, egy kislány, India Rose, majd 2014 májusában megszülettek ikreik, Tristan és Sasha. 2015-ben Pataky és Hemsworth Los Angelesből Ausztráliába, Byron Baybe költöztek.
2012 szeptemberében Pataky 310 ezer eurós kártérítést kapott a spanyol legfelsőbb bíróságon az Ediciones Zeta kiadói csoport elleni perben. 

## Filmográfia

### Film

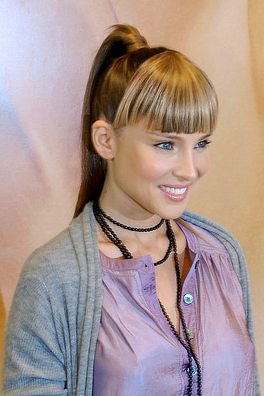
A Time Force óramárka bemutatóján, 2007 decemberében

| Év   | Magyar cím                       | Eredeti cím                       | Szerep                          | Magyar hang        |
| ---- | -------------------------------- | --------------------------------- | ------------------------------- | ------------------ |
| 1997 |                                  | Solo en la buhardilla (rövidfilm) | Chica revista                   |                    |
| 2000 |                                  | The Art of Dying                  | Candela                         |                    |
| 2000 |                                  | Tatawo                            | Blanqui                         |                    |
| 2000 |                                  | Less Is More                      | Diana                           |                    |
| 2001 | Bokszmeccs a lélekért            | Don't Tempt Me                    | Pincérnő a pokolban             |                    |
| 2001 | Kergék karácsonya                | Twelfth Night                     | Marta Cuspineda                 |                    |
| 2002 | Gond egy szál se!                | Peor imposible ¿qué puede fallar? | Fátima                          |                    |
| 2003 | Reanimátor – A visszatérés       | Beyond Re-Animator                | Laura Olney                     | Zsigmond Tamara    |
| 2003 |                                  | El furgón                         | Nina                            |                    |
| 2003 |                                  | Atraco a las 3... y media         | Katya                           |                    |
| 2004 | Farkasvadászat                   | Romasanta: The Werewolf Hunt      | Barbara                         | Roatis Andrea      |
| 2004 |                                  | Tiovivo c. 1950                   | Balbina                         |                    |
| 2005 |                                  | Iznogoud                          | Prehti-Ouhman                   |                    |
| 2005 |                                  | Arquitectura efímera deconstruida | Vídeo 'Retorciendo palabras'    |                    |
| 2005 | Ninette                          | Ninette                           | Alejandra 'Ninette'             |                    |
| 2006 | Kígyók a fedélzeten              | Snakes on a Plane                 | Maria                           | Kuthy Patrícia     |
| 2007 |                                  | Manual of Love 2                  | Cecilia                         |                    |
| 2008 |                                  | Máncora                           | Ximena Saavedra                 |                    |
| 2008 | Gördeszka életre-halálra         | Skate or Die                      | Dany                            | Nemes Takách Kata  |
| 2008 |                                  | Santos                            | Laura Luna                      |                    |
| 2009 |                                  | Giallo                            | Celine                          |                    |
| 2009 | Pokolba az élettel               | Give 'Em Hell, Malone             | Evelyn                          | Haffner Anikó      |
| 2009 |                                  | Shorts                            | Allie Hamilton (spanyol hangja) |                    |
| 2010 |                                  | Mr. Nice                          | Ilza Kadegis                    |                    |
| 2010 |                                  | Di Di Hollywood                   | Di Di                           |                    |
| 2011 | Halálos iramban: Ötödik sebesség | Fast Five                         | Elena Neves                     | Pálfi Kata         |
| 2011 |                                  | Where the Road Meets the Sun      | Michelle                        |                    |
| 2011 | Hópihe                           | Snowflake, the White Gorilla      | Északi Boszorkány (hangja)      | Kisfalvi Krisztina |
| 2013 | Thor: Sötét világ                | Thor: The Dark World              | Natalie Portman dublőre         | Zsigmond Tamara    |
| 2013 |                                  | All Things to All Men             | Sophia Peters                   |                    |
| 2013 | Vágyak nyomában                  | The Wine of Summer                | Veronica                        | Nemes Takách Kata  |
| 2013 | Halálos iramban 6.               | Fast & Furious 6                  | Elena Neves                     | Németh Borbála     |
| 2015 | Halálos iramban 7.               | Furious 7                         | Elena Neves                     | Németh Borbála     |
| 2017 | Halálos iramban 8.               | The Fate of the Furious           | Elena Neves                     | Németh Borbála     |
| 2018 | 12 katona                        | 12 Strong                         | Jean Nelson                     | Mórocz Adrienn     |
| 2022 | Az elfogás                       | Interceptor                       | JJ Collins                      | Kisfalvi Krisztina |
| 2022 | Thor: Szerelem és mennydörgés    | Thor: Love and Thunder            | farkasember                     |                    |
| 2022 | Pókerarc                         | Poker Face                        | Penelope                        | Németh Borbála     |
| 2022 | Carmen                           | Carmen                            | Gabrielle                       |                    |
| 2024 | Furiosa: Történet a Mad Maxből   | Furiosa: A Mad Max Saga           | Mr. Norton                      | Varga Lili         |
| 2024 | Furiosa: Történet a Mad Maxből   | Furiosa: A Mad Max Saga           | Vuvalina tábornok               | Ténai Petra        |

### Televízió
| Év   | Magyar cím          | Eredeti cím                                 | Szerep            | Megjegyzések |
| ---- | ------------------- | ------------------------------------------- | ----------------- | ------------ |
| 1997 |                     | Al salir de clase                           | Raquel Alonso     | 192 epizód   |
| 1998 |                     | Tio Willy                                   |                   | 1 epizód     |
| 1998 |                     | La vida en el aire                          |                   | 13 epizód    |
| 2000 |                     | Hospital Central                            | Maribel           | 2 epizód     |
| 2000 | A kardok királynője | Queen of Swords                             | Vera Hidalgo      | 14 epizód    |
| 2002 |                     | Clara                                       |                   | tévéfilm     |
| 2002 |                     | Paraíso                                     | Luisa             | 1 epizód     |
| 2003 |                     | 7 vidas                                     | Cristina          | 1 epizód     |
| 2003 |                     | Los Serrano                                 | Raquel Albaladejo | 11 epizód    |
| 2005 |                     | Films to Keep You Awake: The Christmas Tale | Ekran             | tévéfilm     |
| 2009 |                     | Mujeres asesinas                            | Paula Moncada     | 1 epizód     |
| 2018 | Tengerszint alatt   | Tidelands                                   | Adrielle Cuthbert | főszereplő   |